# Leopoldo Mugnone
Leopoldo Mugnone (Nápoles, 29 de septiembre de 1858 - ibíd. 22 de diciembre de 1941) fue un compositor y director de orquesta italiano.
A los dieciocho años representó las óperas de Don Bizzarro e la ma figlia y La mamma Angot a Constantinopoli en Nápoles, pero no tardó en dedicarse por entero a la profesión de director de orquesta, con la que tanta celebridad alcanzó.
Dirigió en los principales teatros de Europa y América, logrando éxitos extraordinarios por sus interpretaciones llenas de vigor y brillo, aunque un poco efectistas a juicio de los críticos. Además de dirigir, escribió varias óperas, entre ellas Il Birichino (Venecia, 1889 y Vita Bretone (Nápolss, 1905).